# Cantó de Lencloître
El cantó de Lencloître és un cantó francès del departament de la Viena, situat al districte de Châtellerault. Té 9 municipis i el cap és Lencloître.

## Municipis
- Cernay
- Doussay
- Lencloître
- Orches
- Ouzilly
- Saint-Genest-d'Ambière
- Savigny-sous-Faye
- Scorbé-Clairvaux
- Sossais

## Història
| Data d'elecció                           | Identitat          | Partit        | Qualitat |
| ---------------------------------------- | ------------------ | ------------- | -------- |
| 1951-1964                                | Pierre Cibert      | radical       |          |
| 1964-1976                                | Jean Rouillard     | Divers droite |          |
| 1976-1980                                | René Pierre        | Divers droite |          |
| 1980-1994                                | Gérard Archambault | PCF           |          |
| 1994-                                    | Henri Colin        | Divers droite |          |
| les dades anteriors no són pas conegudes |                    |               |          |
|                                          |                    |               |          |

## Demografia
| A partir de 1990: Població sense dobles comptes |